# Androya
Androya is een geslacht van kevers uit de familie bladkevers (Chrysomelidae).
De wetenschappelijke naam van het geslacht werd in 1911 gepubliceerd door Spaeth.

## Soorten
- Androya rubrocostata (Fairmaire, 1898)